# Rachid Kasmi
Rachid Kasmi (Kebdana, 15 juni 1974) is een Marokkaans-Belgisch artiest. Hij is populair bij Marokkanen in België, Nederland, Duitsland, Spanje en Frankrijk. Ook in Algerije, Marokko en Tunesië kent hij relatief veel succes.

## Levensloop
Het grootste deel van zijn jeugd en kindertijd bracht Kasmi door in Antwerpen, meer bepaald te Borgerhout. Hij heeft vijf zussen en twee broers. Zijn muzikale carrière startte hij met optredens op bruiloften. Behja Abdel en Azkouki Touhami  sloten aan en samen richtten ze een band op.
Later kwam het viertal in aanraking met saxofonist Luc Mishalle en diens 19-koppige multiculturele bigband Marakbar, waarin onder anderen DJ Grazhoppa, rapper TLP, Véronique Delmelle actief waren. De band kreeg de gelegenheid om op te treden Antwerpen '93 en op verschillende podia in België, Nederland en Duitsland en kon rekenen op een bescheiden succes en lovende kritieken in de pers. Daarnaast speelde ze een rol in de film Walhalla en speelde ze samen met de Algerijnse rai-koning Khaled.
Eind 1996 hield Marakbar op te bestaan en gingen Rachid Kasmi, Bejhja Abdel en Hassan Chadouli op eigen kracht verder en richtten ze hun eigen studio op. In deze periode deed Rachid Kasmi de backing vocals van grote namen uit de Noord-Afrikaanse muziekcultuur zoals Najim Aghrib, Layla Chakir, Chebba Zina en AbdelMoula. Het grote (eigen) succes bleef echter uit, daar kwam verandering in met de uitgifte van een live-cd van een optreden in Amsterdam (2005) die op een relatief groot succes kon rekenen.
In 2011 was hij te zien op onder andere Mano Mundo in Boom.

## Discografie
- Live a Amsterdam 2005
- Live a Holland[6]
- Live a Düsseldorf 2006
- Live a Rabat 2008
- Live a Canada 2011

## Albums
- 2005 Live in Amsterdam
- 2006 Live in Holland
- 2007 Live in Düsseldorf
- 2008 Live in Rabat
- 2011 Live In Canada
- 2013 Hobi Lik Bayen
- 2015 Rah Mdemmar
- 2017 Live Album